# Троїцька волость (Павлоградський повіт)
Троїцька волость — адміністративно-територіальна одиниця Павлоградського повіту Катеринославської губернії.
Станом на 1886 рік — складалася з 5 поселень, 5 сільських громад. Населення 4345 осіб (2045 осіб чоловічої статі та 2300 — жіночої), 873 дворових господарств.
|                     | Площа, десятин | У тому числі орної, десятин |
| ------------------- | -------------- | --------------------------- |
| Сільських громад    | 16776          | 14994                       |
| Приватної власності | —              | —                           |
| Іншої власності     | 84             | 84                          |
| Загалом             | 16860          | 15078                       |

Найбільше поселення волості:
- Троїцьке — село при річці Бик в 57 верстах від повітового міста, 4544 особи, 873 двори, 2 православні церкви, школа, шкіряний завод, 3 лавки.